# Q-Max
Um Q-Max ou Qatar-Max é um tipo de navio metaneiro, dedicado ao transporte de gás natural liquefeito (GNL). A classificação de Q-Max aplica-se aos navios com as dimensões máximas permitidas para poderem ser recebidos nos terminais de GNL do Qatar. Os navios deste tipo são os maiores transportadores de GNL do mundo. 

## Descrição técnica
Um navio Q-Max terá de ter um comprimento de 345 m (1 132 pés), uma boca de 53,8 m (177 pés) e uma altura de 34,7 m (114 pés). Tem uma capacidade para transportar 266 000 m³ de gás natural liquefeito. É propulsado por dois motores diesel de baixa velocidade, considerados mais eficientes e amigos do ambiente do que as tradicionais turbinas a vapor. O sistema de reliquefação de bordo permite uma redução das perdas de GNL, produzindo benefícios económicos e ambientais. Em geral, estima-se que os Q-Max consumam menos 40 % e emitam menos 40 % de dióxido de carbono para a atmosfera que os transportes de GNL convencionais.